# Basilica di Santa Croce in Gerusalemme
La basilica di Santa Croce in Gerusalemme è una delle sette chiese di Roma facente parte del tradizionale itinerario di pellegrinaggio reso celebre da san Filippo Neri. Fu edificata a partire dal IV secolo presso il Palazzo del Sessorium, residenza di Sant'Elena, la madre dell'imperatore Costantino, nei pressi del Laterano. La basilica non fu costruita per onorare la memoria dei martiri, come era tradizione, ma esclusivamente per conservare una parte della Croce di Gesù, insieme ad altre reliquie della Passione che, secondo la tradizione, sant'Elena fece trasportare a Roma di ritorno dal suo viaggio in Terra Santa, nel 325.
Fu quindi pensata fin dall'inizio come un grande reliquiario, destinato a custodire testimonianze preziose della passione di Gesù. La basilica viene detta "in Gerusalemme" a causa della presenza di terra consacrata del monte Calvario che fu posta alla base delle fondamenta, terra trasportata sulle navi assieme alle stesse reliquie della Croce Per questo la chiesa fu chiamata, fin dal medioevo, semplicemente “Hierusalem”, e, per la devozione popolare, visitare questa basilica significava mettere piede nella stessa città santa di Gerusalemme. Ha la dignità di basilica minore.

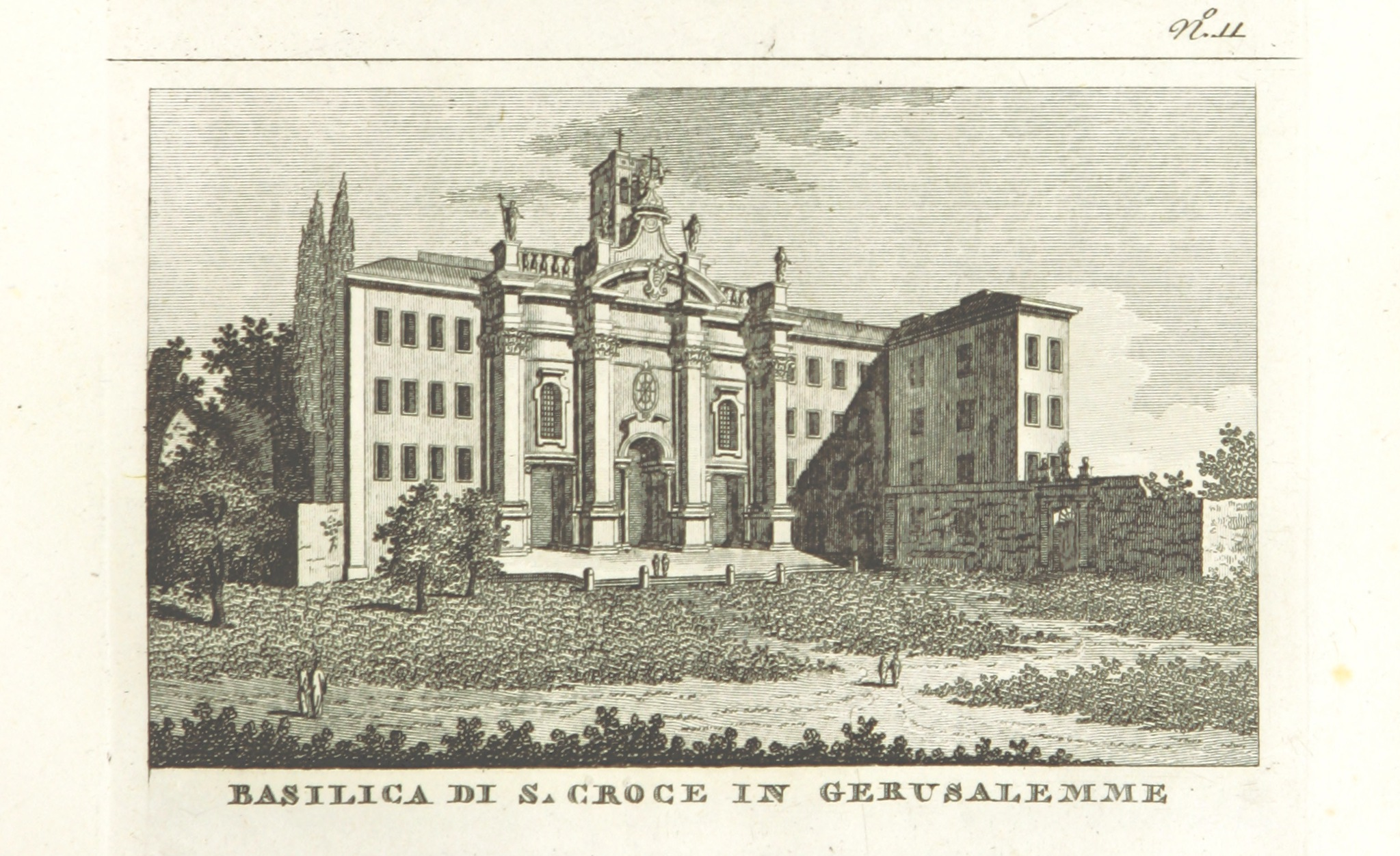
La basilica in una pubblicazione del 1820

## Storia
La basilica di Santa Croce in Gerusalemme venne costruita sulle rovine di una villa imperiale denominata Horti Variani ad Spem Veterem, iniziata da Settimio Severo e terminata da Eliogabalo nel III secolo. Di questa villa facevano parte l'Anfiteatro Castrense, il Circo Variano, le Terme Eleniane (così chiamate dopo il restauro eseguito dall'imperatrice Elena) e un nucleo residenziale, nel quale erano una grande sala (in seguito usata per la costruzione di Santa Croce in Gerusalemme) e un'aula absidata.
La villa venne privata di alcune sue parti dalla costruzione delle Mura Aureliane nel 272; all'inizio del IV secolo. il palazzo fu scelto come residenza da Elena, madre di Costantino, con il nome di Palazzo Sessoriano. Fu dietro sua iniziativa che venne trasformata in basilica cristiana la grande aula rettangolare, originariamente coperta da un soffitto piano, illuminata da venti finestre collocate cinque su ogni lato e con pregevole decorazione marmorea nel registro inferiore. Il nome Sessoriano viene da latino sedeo, ovvero "siedo" (cfr. italiano “sessione”), poiché in epoca tardo imperiale il consiglio imperiale usava riunirsi in una sala del palazzo.
La basilica di Santa Croce fu dichiarata titolo cardinalizio da papa Gregorio I, nel 523; sebbene fosse situata ai margini di Roma, diventò meta di costante pellegrinaggio, grazie all'enorme importanza storica delle reliquie che custodiva.

### Medioevo
Durante il pontificato di papa Lucio II nel XII secolo si ebbe la trasformazione della chiesa secondo lo stile romanico; furono creati dei settori longitudinali che la suddivisero in tre navate, fu aggiunto il transetto, il chiostro (poi demolito) e il campanile in laterizio, alto 8 piani. Degli otto piani originari del campanile si possono vedere solo gli ultimi quattro, con finestre monofore e bifore, alcune delle quali murate nel XIV secolo; i primi quattro piani sono invece incorporati nel monastero. Il campanile ha tre campane: due sono di Simone e Prospero De Prosperis (1631), la terza è più recente e risale al 1957. Durante il medioevo la chiesa vide altri restauri; nel periodo avignonese, tuttavia, venne completamente abbandonata.
La fondazione di un monastero a Santa Croce risale al X secolo, come attesta l’epigrafe funeraria di Benedetto VII (974 - 983) posta accanto all'ingresso principale della basilica. Nel corso dei secoli, varie comunità religiose si sono avvicendate nel complesso di Santa Croce. Leone IX, nel 1049, affidò il monastero ai benedettini di Montecassino. Quando questi, nel 1062, passarono a San Sebastiano, Alessandro II vi insediò i Canonici Regolari di S. Frediano di Lucca, che lo abbandonarono durante il periodo del papato avignonese. Intorno al 1370, poi, Urbano V assegnò Santa Croce ai Certosini, che vi rimasero fino al 1561, quando subentrarono i Cistercensi lombardi della Congregazione di San Bernardo.
Lungo tutto il corso del Medioevo la basilica fu meta di pellegrinaggi, particolarmente di tipo penitenziale, specialmente durante la Quaresima. Il Venerdì Santo i papi stessi percorrevano a piedi scalzi, in segno di penitenza, la strada che congiunge la cattedrale di San Giovanni in Laterano (presso cui i papi risiedevano all'epoca) alla basilica di Santa Croce per venire ad adorare la reliquia della Croce di Gesù. Questa tradizione è poi stata ripresa dal Messale Romano e integrata nella Liturgia del Venerdì Santo, che prevede un momento di adorazione della croce.
Lo stato di totale abbandono, esclusi i restauri di Urbano V nel XIV secolo, ebbe fine solo nel XVIII secolo, con l'avvento di papa Benedetto XIV.

### Età moderna e contemporanea
Nel 1743 la basilica e il monastero annesso furono completamente restaurati per iniziativa di papa Benedetto XIV, che era particolarmente legato a Santa Croce, in quanto prima dell'elezione al soglio pontificio ne era stato il cardinale titolare. Il papa commissionò i lavori agli architetti Pietro Passalacqua e Domenico Gregorini (1740-1758), ai quali dobbiamo la attuale facciata in travertino, concava, ripartita da lesene con luminose finestre collocate al di sopra degli ingressi minori e il grande ovale al di sopra del passaggio centrale.
Nel 1798 la basilica fu saccheggiata dai soldati francesi durante l'invasione napoleonica, e furono rubati i preziosi reliquiari d'oro che custodivano i frammenti della Croce, il chiodo e le spine. Gli attuali reliquiari, risalenti al 1804, sono opera di Giuseppe Valadier.
Nel 1870, dopo la breccia di Porta Pia e la caduta dello Stato della Chiesa l'intero complesso di Santa Croce in Gerusalemme fu confiscato e incamerato nei beni dello Stato italiano, e non fu mai restituita alla Santa Sede. Ai monaci fu concesso di restare ad abitare nel monastero e officiare le Sante Messe nella basilica, ma, per alcuni decenni, parte del monastero venne utilizzata come caserma. La basilica e l'intero complesso di Santa Croce sono a tutt'oggi proprietà dello Stato italiano.

### La fondazione della parrocchia di Santa Croce

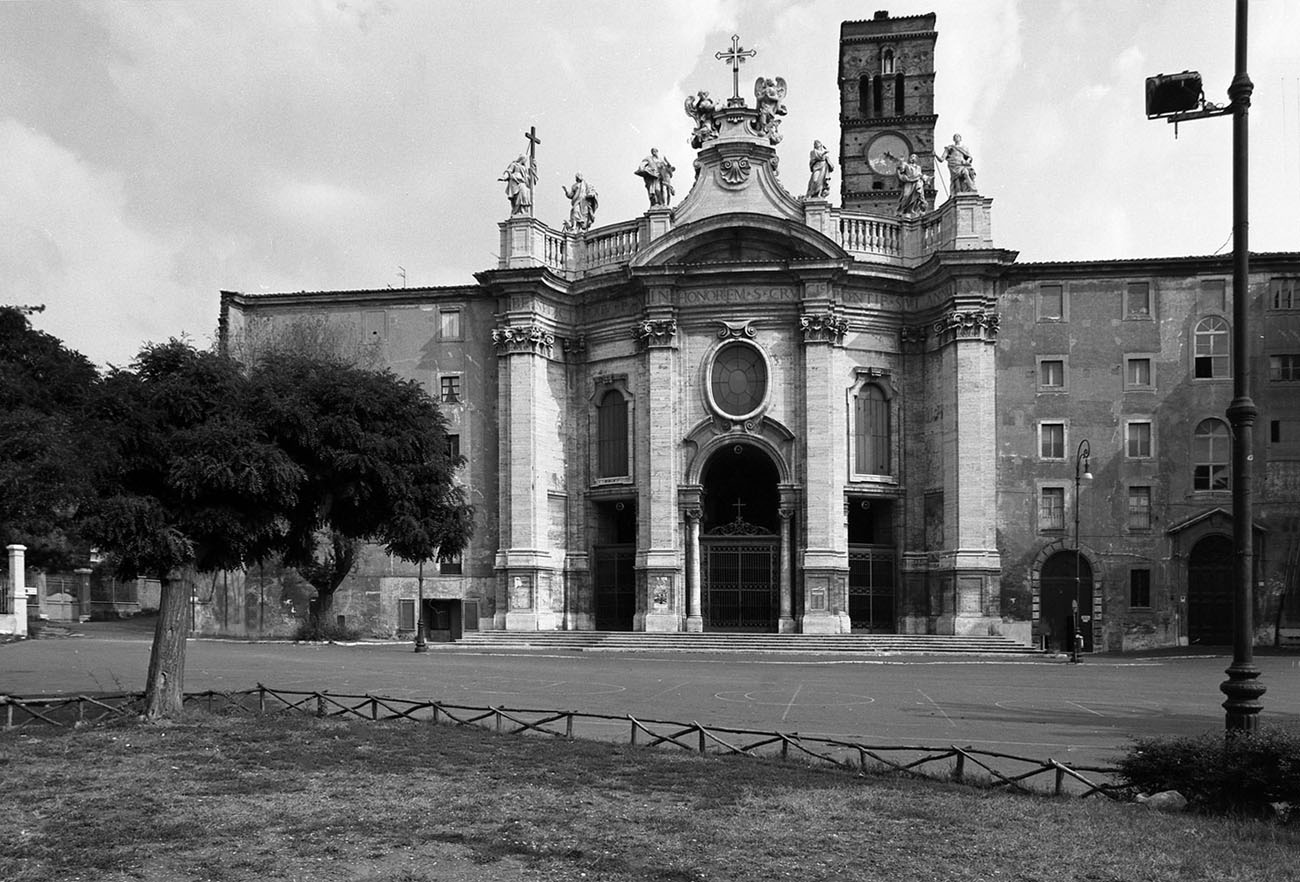
Santa Croce nel 1975

Il 13 marzo 1910, papa Pio X, per venire incontro alle necessità degli abitanti del rione Esquilino, che nel frattempo era diventato molto popolato, istituì la parrocchia di Santa Croce in Gerusalemme, affidando la cura pastorale ai monaci cistercensi ivi residenti dal XVI secolo. Il cardinale Respighi, vicario di sua santità, con rito solenne, a cui assistette la popolazione festante, inaugurò la nuova parrocchia. La basilica di Santa Croce, agli inizi del XX secolo, non era più un santuario isolato, meta di pellegrinaggi a piedi, ma si trovava ormai in una zona urbana densamente popolata e amministrava tutti i sacramenti alla popolazione locale che abitava nelle vicinanze.
A fianco della facciata della chiesa si trovava una piccola sala cinematografica parrocchiale, la Sala Sessoriana attiva sino alla fine degli anni '70.
Nel 2010 la parrocchia di Santa Croce ha festeggiato il primo centenario dalla sua fondazione.

### Situazione attuale

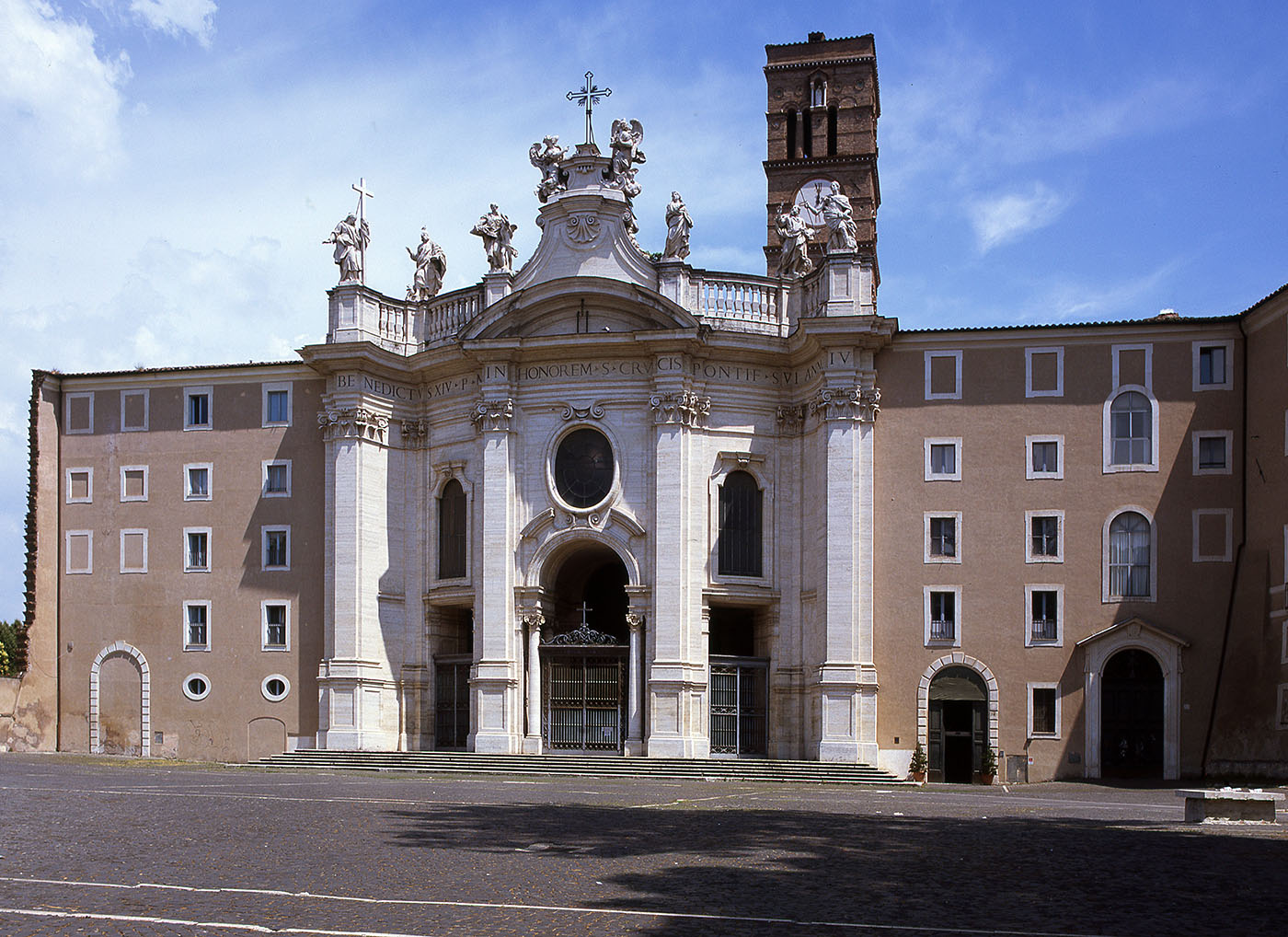
La basilica dopo i restauri degli anni 1995 - 1998

A causa di comportamenti poco corretti e vari abusi, dall'anno 2009 la cura pastorale della parrocchia di Santa Croce è stata revocata ai monaci cistercensi e affidata al clero diocesano di Roma; nel 2012 papa Benedetto XVI, con una decisione storica, senza precedenti, ha ordinato la definitiva soppressione dell'abbazia cistercense e la dispersione della comunità dei monaci, mettendo fine così a quasi mille anni di presenza monastica nel territorio.
La basilica, come numerose altre storiche chiese italiane, dopo la Presa di Roma del 1870 non fu mai restituita alla Santa Sede, e a tutt'oggi appartiene al Fondo Edifici di Culto del Ministero dell'interno. L'ex monastero e i locali annessi sono invece di proprietà del Demanio dello Stato; attualmente sono in parte concessi a titolo gratuito alla parrocchia di Santa Croce per le attività di culto, gli uffici parrocchiali, l'oratorio giovanile e la catechesi, mentre la restante parte è stata concessa dall'ente proprietario in affitto ad una società privata che l'ha ristrutturata per uso di tipo alberghiero.

## Architettura e opere d'arte
L'ingresso alla basilica avviene attraverso un atrio a pianta ellittica, con una piccola cupola sostenuta da pilastri e colonne in granito che, nella basilica paleocristiana, erano collocate all'interno. Per le porte quattrocentesche, parzialmente danneggiate nel XVIII secolo, si passa all'interno, suddiviso in tre navate da otto antiche colonne di granito e da sei pilastri, quattro dei quali inglobano altrettante colonne originarie.

Nel presbiterio sono un ciborio del Settecento e l'urna in basalto che accoglie le spoglie di san Cesario di Terracina (santo tutelare degli imperatori romani, i "Divi Cesari") e di sant'Anastasio martire; al centro dell'abside è un tabernacolo in marmo e bronzo dorato (opera di Carlo Maderno) e la splendida tomba del cardinale Quiñones, opera di Jacopo Sansovino. 

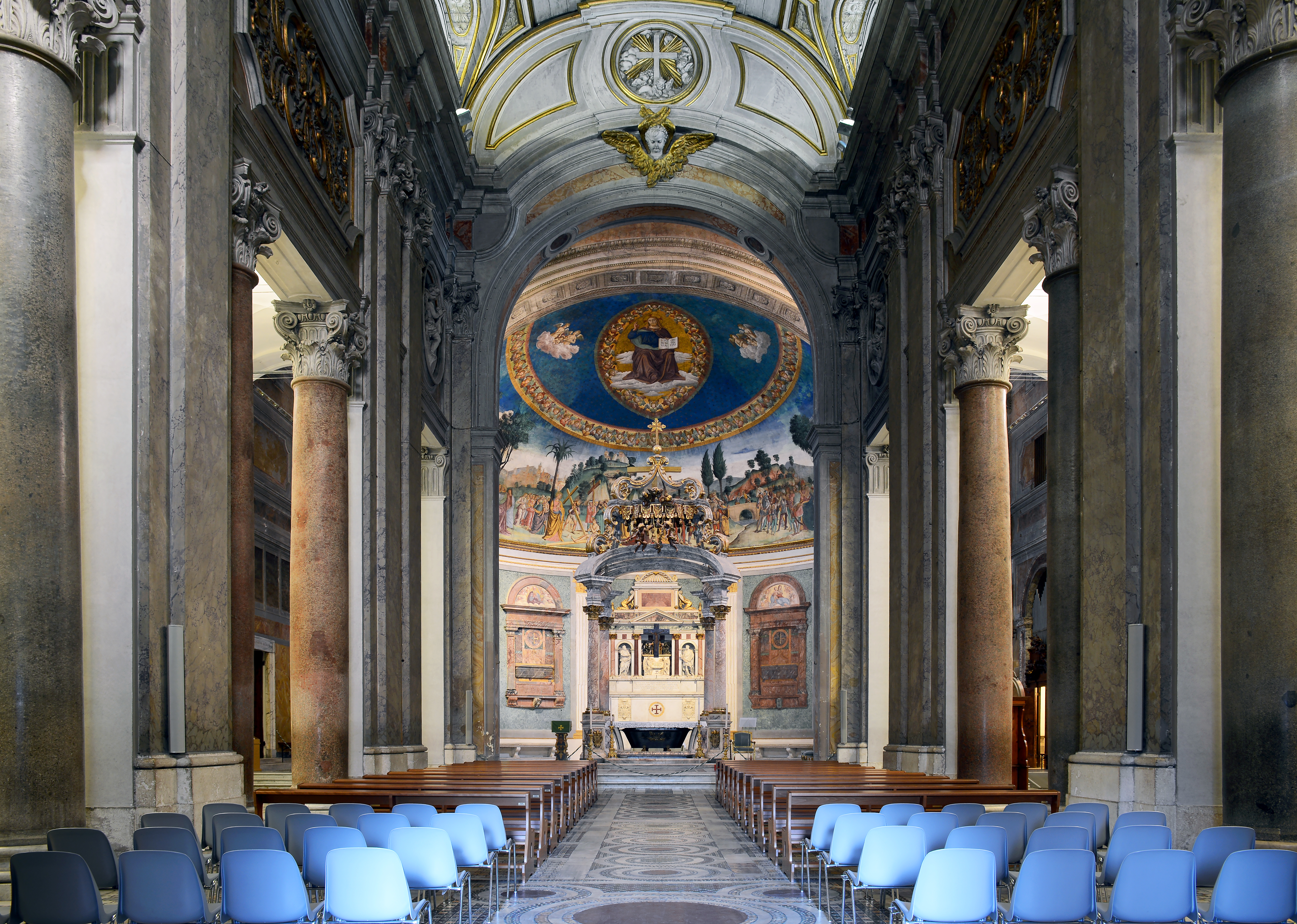
Interno

Gli affreschi del catino absidale vengono attribuiti ad Antoniazzo Romano e a Marco Palmezzano. Il ciclo pittorico racconta le vicende del ritrovamento della Croce secondo la Legenda aurea di Jacopo da Varazze, che fu molto popolare nel medioevo.

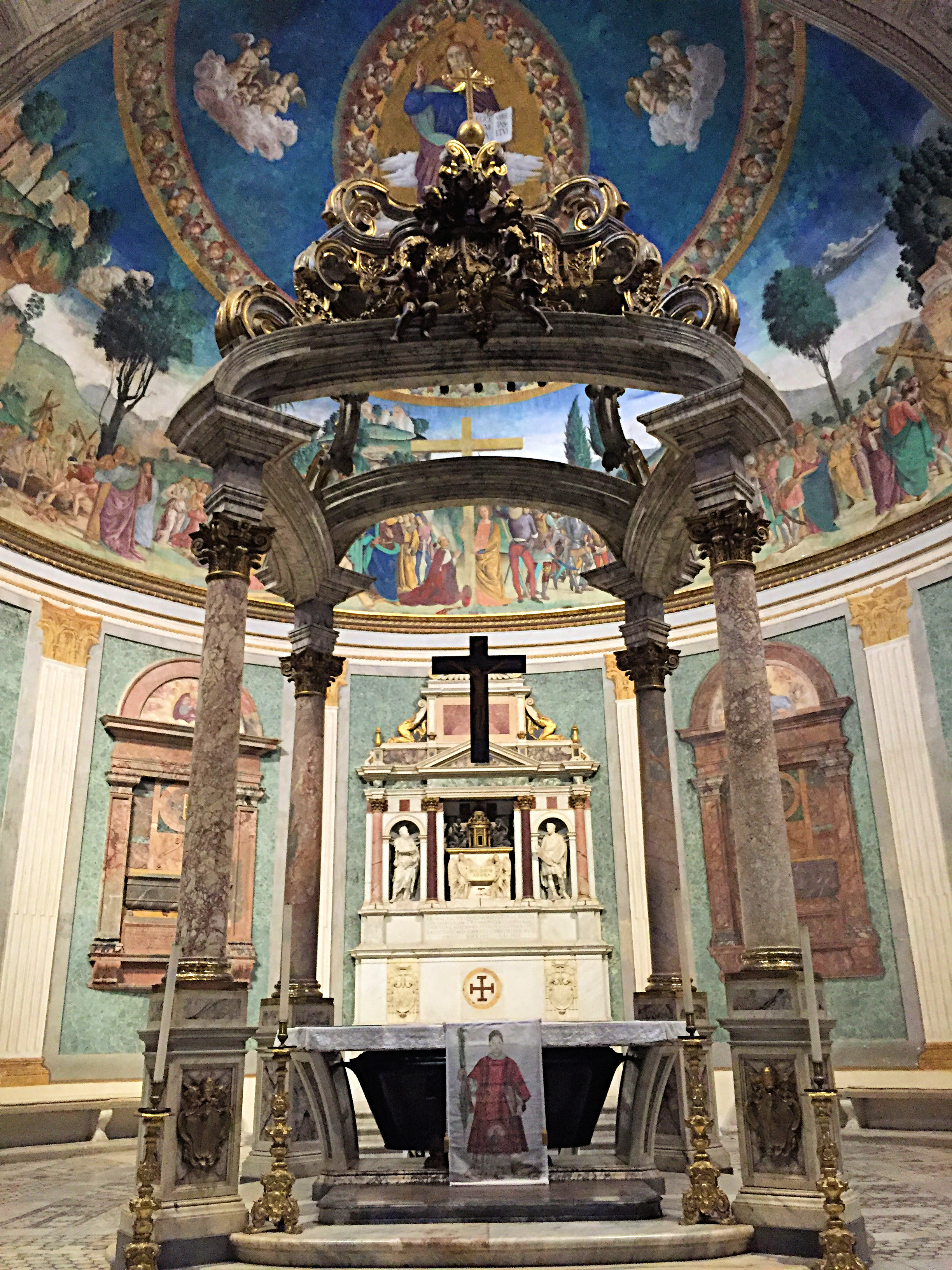
Altare maggiore della Basilica di Santa Croce in Gerusalemme: baldacchino ed urna di basalto contenente parte considerevole dei corpi di san Cesario di Terracina e di sant'Anastasio martire

La pala d'altare della seconda cappella a destra è San Bernardo induce l'antipapa Vittore IV ad umiliarsi di fronte ad Innocenzo II di Carlo Maratta. La pala d'altare della terza cappella a sinistra è San Silvestro papa indica all'Imperatore Costantino l'effige dei Santi Pietro e Paolo di Luigi Garzi.
La ristrutturazione settecentesca portò ad un totale rinnovamento dell'ambiente interno, che fu decorato nella volta da tre grandi tele del molfettese Corrado Giaquinto, uno degli artisti più celebrati dell'epoca (1743).
Nei sotterranei è la pregevolissima cappella di Sant'Elena. All’inizio del XVI secolo l’originale cappella paleocristiana, con rivestimento musivo dell’epoca di Valentiniano III di cui non è rimasta traccia, venne completamente ristrutturata per volontà del cardinale Bernardino López de Carvajal, titolare di questa basilica dal 1495 al 1523. Il cardinale la volle rinnovare due volte in un periodo relativamente breve, fece infatti decorare la volta con mosaici da Baldassarre Peruzzi verso il 1507-1508 (forse in parte su disegno di Melozzo da Forlì) e incaricò Giuliano da Sangallo di modificarne l’architettura e gli accessi verso il 1519-1520. 
Sul pavimento della cappella una lapide ricorda che qui fu cosparsa la terra del monte Calvario, portata a Roma da sant'Elena; nella cripta è la statua romana di Giunone, rinvenuta ad Ostia e trasformata nella effigie di Sant'Elena con la sostituzione della testa e delle braccia e l'aggiunta della croce. Le guide dei pellegrini tardo medioevali consideravano questa cappella così santa che non vi era consentito l'accesso alle donne, divieto che era applicato anche alla cappella del Sancta Sanctorum nei palazzi Laterani. Per un certo periodo nella cappella vennero conservate anche tre pale d'altare eseguite tra il 1601 e il 1602 da un giovanissimo Peter Paul Rubens, appena giunto a Roma da Mantova. Una di queste pale rappresenta la Coronazione di Spine ed è conservata a Grasse, presso la cattedrale di Notre-Dame-du-Puy; sempre a Grasse si trova la pala raffigurante Sant'Elena (Hôpital de Petit-Paris). L'ultima pala, L'Elevazione della Croce, andò distrutta nel Settecento.
La cappella di Sant'Elena custodì le reliquie della crocifissione per più di sedici secoli; solo nel 1930 esse furono trasferite nella nuova cappella delle Reliquie, ricavata dall'antica sacrestia, opera dell'architetto Florestano Di Fausto, per essere esposte in maniera permanente alla venerazione dei pellegrini. Fino ad allora infatti, le reliquie venivano esposte solennemente soltanto tre volte all'anno, nei giorni del venerdì santo, nella festa dell'Esaltazione della Santa Croce (il 14 settembre) e nella festa dell'Invenzione della Croce.
Papa Giovanni Paolo II definì la cappella delle reliquie vero "santuario della Croce" nel corso della sua visita pastorale il 25 marzo 1979.

## Reliquie della Passione
La basilica custodisce numerose reliquie tra cui alcune tradizionalmente collegate alla Passione di Gesù. Si tratta di tre frammenti della Vera Croce, parte della corona di spine, un sacro chiodo e il titulus crucis. All'infuori di quest'ultimo, che fu rinvenuto solo nel 1492, le altre reliquie sono state conservate ininterrottamente dal IV secolo; si tratta delle reliquie più antiche di cui si ha traccia. Svariati frammenti della croce sono conservati nelle principali chiese e cattedrali europee, poiché nel medioevo i papi ne facevano dono a principi e imperatori, per creare alleanze e rafforzare la stabilità politica del papato. Dei quattro sacri chiodi della crocefissione, gli altri tre si troverebbero, secondo la tradizione, uno nella corona ferrea a Monza, un altro sospeso sopra l'altare maggiore del Duomo di Milano e un altro ancora nel duomo di Colle di Val d'Elsa.
Alle reliquie della Passione di Cristo, nel corso dei secoli sono state aggiunte altre reliquie di minore importanza, alcune di provenienza incerta, quali i frammenti della grotta di Betlemme e del Santo Sepolcro e della colonna della Flagellazione, il patibulum del Buon Ladrone e la falange del dito di san Tommaso. Sono tutte reliquie legate agli eventi della Passione e Risurrezione di Gesù, e sono state collezionate principalmente a scopo catechetico e omiletico. Per lo stesso motivo, cioè per completare la catechesi sulla Passione, in tempi recenti, è stata allestita una cappella laterale, attigua a quella delle reliquie, dove è possibile visitare una riproduzione moderna a grandezza naturale della sindone di Torino. Il valore delle Reliquie per i pellegrini, infatti, non sta tanto nel trovare conferma della veridicità degli eventi storici della Passione quanto piuttosto nel servire come preziosi strumenti di catechesi. La loro venerazione, quindi, ha un enorme valore spirituale, che illumina la meditazione sulle sofferenze di Cristo e aiuta a comprendere il valore salvifico della Croce.

### Il Titulus crucis
Il titulus crucis è una reliquia costituita da una tavola di legno di noce, che secondo la tradizione sarebbe il cartiglio originario infisso sopra la croce. Il legno, ritrovato in una nicchia nel 1492 durante lavori di conservazione condotti nella chiesa, reca una parte di un'iscrizione (presumibilmente, ma senza alcuna certezza, frutto di uno smembramento) in caratteri compatibili con quelli del I secolo, da destra a sinistra, in tre lingue diverse: ebraico, greco e latino.
Risulta discussa la questione se è verosimile ritenere che il cartiglio della croce sia stato conservato e se la reliquia romana possa corrispondere realmente all'originale o almeno essere una copia fedele di quest'ultimo. Alcuni studiosi hanno supposto che il cartiglio sia proprio quello originale, in particolare è stato sostenuto che sarebbe stato staccato dalla croce e deposto inizialmente nel sepolcro assieme al corpo di Gesù. La sepoltura, caratterizzata secondo i vangeli dall'utilizzo di una tomba di ampie dimensioni, dal trattamento della salma con unguenti preziosi e dall'avvolgimento in un sudario, avrebbe avuto tutte le caratteristiche di una sepoltura regale. L'aggiunta del cartiglio, il cui testo appariva ai seguaci di Gesù inconsapevolmente profetico della regalità di Gesù, si accorderebbe con le intenzioni di Giuseppe d'Arimatea e di Nicodemo.
Per rispondere alla seconda questione a partire dal 1995 hanno avuto accesso alla reliquia alcuni studiosi, fra cui Carsten Peter Thiede e Michael Hesemann, che hanno collaborato ad indagini scientifiche necessarie alla datazione del manufatto (rilievo fotografico, prelievo di campioni, ecc.)
Il titulus di Santa Croce reca effettivamente una parte dell'iscrizione nelle tre lingue (ebraico, greco e latino). Anche i testi in latino e greco sono scritti, da destra a sinistra, come per l'ebraico. Nel testo latino è riportata la versione "Nazarinus" anziché "Nazarenus". Il testo, poi, non sembra corrispondere esattamente a nessuno di quelli dei quattro vangeli. Queste anomalie sono considerate da alcuni indizi di autenticità, in base al ragionamento che difficilmente un falsario le avrebbe introdotte.
Le fotografie dell'iscrizione, inoltre, vennero fatte esaminare da diversi paleografi (contattati indipendentemente dai tre ricercatori sopra citati), i quali condussero un'indagine paleografica comparativa. In particolare le lettere risultarono perfettamente compatibili con quelle del I secolo, confermando, quindi, la possibilità che la reliquia fosse l'originale o almeno una copia fedele dell'originale risalente allo stesso periodo.
Resta infine il problema se tale copia o presunto originale possa essere quello utilizzato sul monte Calvario. Per chiarire la questione la Santa Sede autorizzò il prelievo di campioni del legno che vennero datati attraverso l'utilizzo del metodo del carbonio-14. I risultati, pubblicati nel 2002, determinarono che il legno risalirebbe all'intervallo tra gli anni 980 e 1150.

## Indulgenze
La basilica di Santa Croce non ha la Porta Santa, per cui non è ordinariamente legata alle indulgenze giubilari; inoltre non vi sono penitenzieri pontifici, che si occupano delle confessioni legate alle indulgenze (come invece avviene per le vicine basiliche di San Giovanni in Laterano e Santa Maria Maggiore).
Tuttavia, a motivo delle importanti reliquie che conserva, con la visita a Santa Croce è sempre possibile avere l'indulgenza plenaria o parziale (cioè ogni anno, anche non giubilare, ovviamente sempre alle condizioni previste), ma solamente in alcuni giorni e circostanze particolari:
- Il 14 settembre (Festa dell'Esaltazione della Santa Croce)
- Il 19 gennaio (Giorno del ritrovamento del Titulus Crucis)
- La quarta domenica di Quaresima e il Venerdì Santo (giorni delle stazioni quaresimali)
- Ogni primo venerdì del mese
- Ogni volta che un gruppo di pellegrini visita e sosta in preghiera davanti alle reliquie
- Una volta all'anno in un giorno a scelta a discrezione di ciascun fedele

## Nennolina
Dal 1999, in uno spazio adiacente alla cappella delle Reliquie della Basilica, è sepolta Antonietta Meo, detta Nennolina (Roma, 15 dicembre 1930 – 3 luglio 1937), dichiarata venerabile dalla Chiesa cattolica nel 2007.

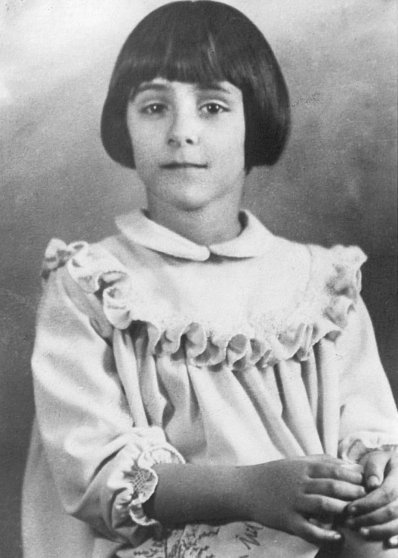
Nennolina

## Organo a canne
Sopra l'ingresso della sagrestia, nel transetto, si trova l'organo Tamburini opus 273 a trasmissione elettrica, realizzato nel 1948 e inaugurato il 13 settembre dello stesso anno da Fernando Germani; lo strumento si compone di due corpi sovrapposti ciascuno entro una propria nicchia: quello superiore è senza mostra in luogo della quale si trova la griglia espressiva che, quando è chiusa, è dipinta a finto marmo come il resto della parete che la circonda. La consolle si trova a pavimento nei pressi del presbiterio, è mobile indipendente e dispone di due tastiere e pedaliera.

## Oratorio di Santa Maria del Buon Aiuto

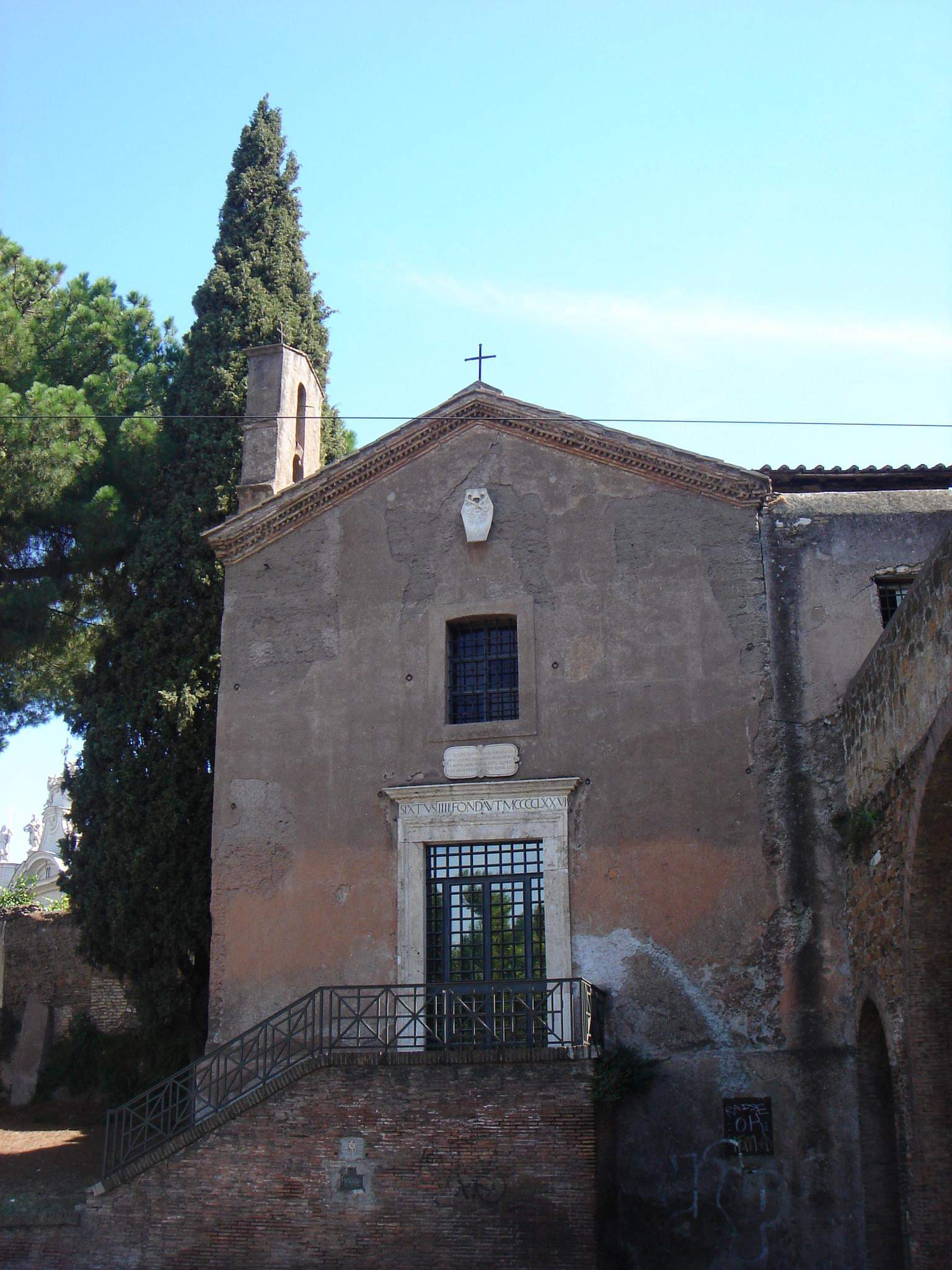
Oratorio di Santa Maria del Buonaiuto.

Annesso al monastero di Santa Croce e ricavato tra le mura e l'anfiteatro Castrense, papa Sisto IV nel 1476 fece costruire l'oratorio di Santa Maria del Buon Aiuto come segno di ringraziamento. La tradizione racconta che proprio presso le mura il papa trovò riparo dai fulmini durante un violento nubifragio, impetrando l'aiuto della Vergine. In seguito a ciò il papa decise che in quel luogo venisse edificato un piccolo oratorio, nel quale è conservato uno splendido affresco della Madonna con Bambino (la Madonna del Buon Aiuto), attribuito ad Antoniazzo Romano, che qualche anno più tardi, completerà il ciclo degli affreschi del catino absidale della Basilica.
Il piccolo oratorio era anche conosciuto con il nome di Santa Maria «del Soccorso», anche se in passato ne ebbe un altro più curioso, «S. Maria de Spazzolari» o «Spazzolaria», forse in attinenza con la Confraternita dei Cappellari che per qualche tempo la ebbe in cura. La chiesa presenta una facciata semplice, coperta da un tetto a capanna sul quale è situato un piccolo campanile; una breve scala con balaustra permette di accedere al bel portale con architrave, sul quale si trova la seguente iscrizione: sixtus iiii fondavit mcccclxxvi («Sisto IV fondò 1476»). Sulla parte alta della facciata è situato anche lo stemma papale di papa Sisto IV della Rovere, mentre una seconda iscrizione, su lastra marmorea, è posta sopra il portale e così recita: in questo santo loco prega dio per l'anime del santo purgatorio la santa memoria di sisto quarto fece ingrandire questo santo loco.

## Anfiteatro Castrense

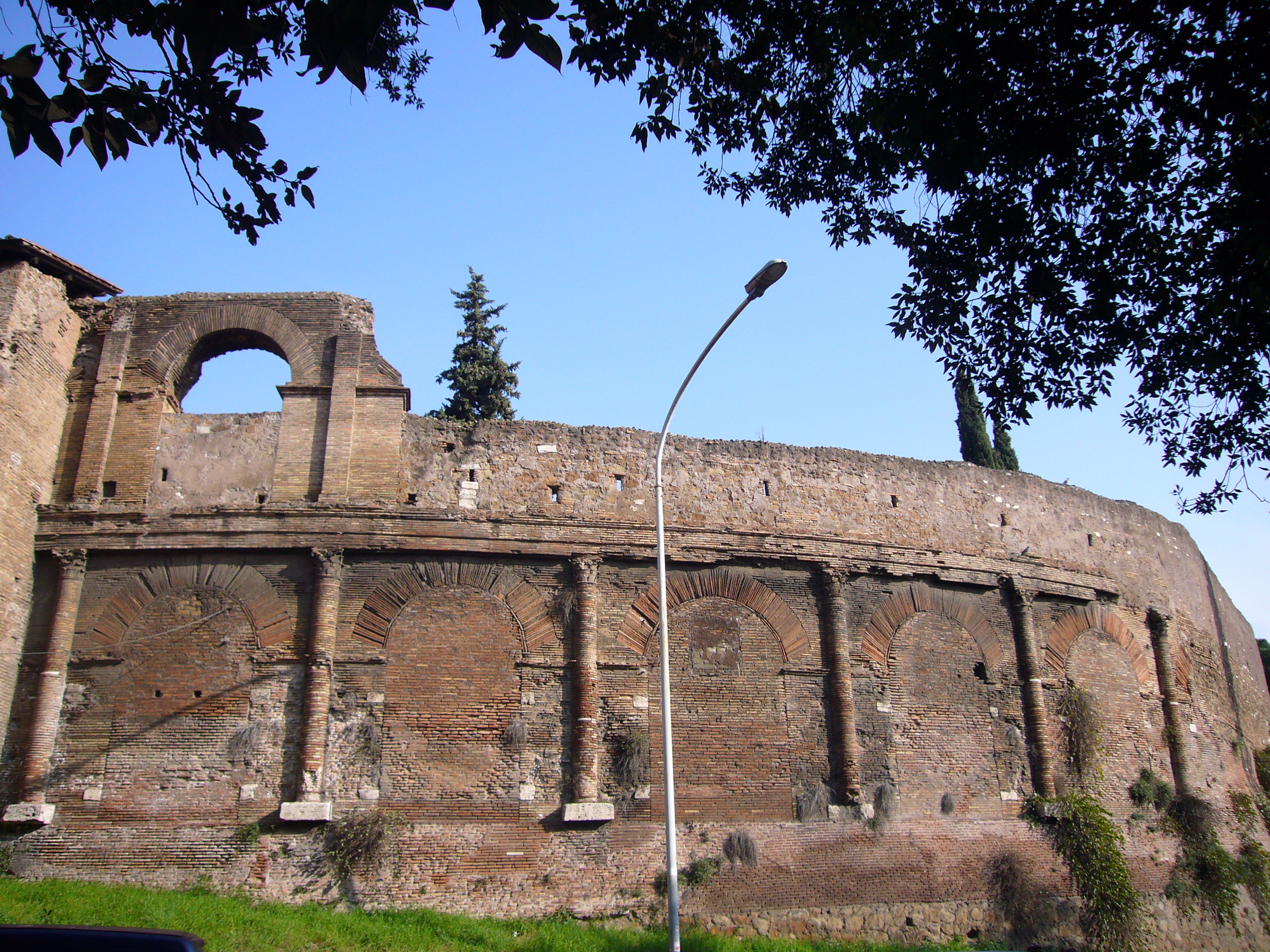
Anfiteatro castrense, visto fuori le Mura Aureliane

L'Anfiteatro castrense è il secondo anfiteatro romano conservato a Roma, risalente agli inizi del III secolo.
Viene ricordato con questo nome nei Cataloghi Regionari dove ci si riferisce probabilmente a castrum come residenza imperiale: il nome sarebbe quindi da tradurre come "anfiteatro di corte", legato al Sessorium, di cui faceva parte anche l'edificio su cui oggi sorge la basilica di Santa Croce in Gerusalemme. Fu costruito probabilmente insieme al resto del complesso residenziale imperiale all'epoca dell'imperatore Eliogabalo e restò in uso fino alla costruzione delle Mura Aureliane, che lo tagliarono a metà e lo trasformarono in bastione. Di pianta ellittica (asse maggiore di 88 m; asse minore di 75,80 m), presenta attualmente in vista parte delle fondazioni (in cementizio con caementa in selce), a causa dell'abbassamento del piano di campagna circostante, mentre l'elevato è in opera laterizia. Fino alla metà del XVI secolo conservava anche resti dei due ordini superiori, poi abbattuti per esigenze difensive per ordine di papa Paolo IV.

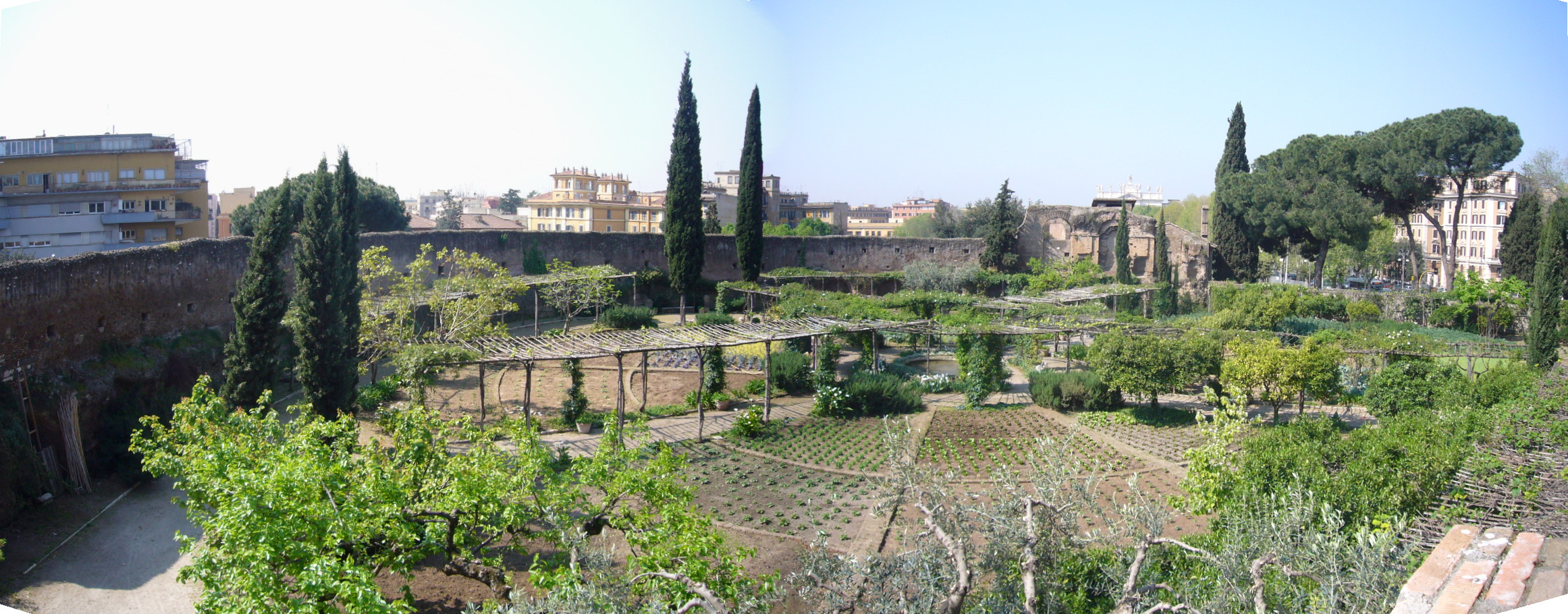
L'orto monastico

All'interno dell'Anfiteatro castrense, da secoli pertinenza della Basilica, è stato ricreato nel 2004 l'orto del monastero, su progetto dell'architetto Paolo Pejrone. Nello spazio circolare gli assi principali di orientamento sono costituiti da due vialetti perpendicolari pergolati, che si incontrano al centro in una vasca.
Dopo la soppressione dell'abbazia cistercense e della comunità monastica nel 2012, l'orto non è più coltivato, ed è attualmente chiuso al pubblico.
Tuttavia è ancora possibile effettuare delle visite guidate dell'Anfiteatro Castrense, facendo richiesta alla Soprintendenza dei Beni Archeologici di Roma, quale ente proprietario e amministratore.